# Steven F. Joseph
Steven Franklin Joseph, né le 24 octobre 1955 à Salford (Royaume-Uni), est un collectionneur et historien de la photographie actif en Belgique et en France.

## Biographie
Steven F. Joseph est diplômé en langues modernes (Université d’Oxford) et en gestion des entreprises (École des affaires de Paris-ESCP Europe). 
Auteur de nombreux articles et ouvrages consacrés à l’histoire de la photographie en Belgique au XIXe siècle, il fait également des recherches sur l’application de la photographie à l’imprimerie et sur les procédés photomécaniques. Ses recherches portent aussi sur les débuts de la photographie publicitaire et l’évolution des grands formats photographiques (affiches et placards) avant 1914. 
Il a également participé à la conception et à la mise en œuvre de plusieurs expositions dans ses domaines de spécialisation. En 2001, le Rijksmuseum a acquis sa collection de livres illustrés de photographies du XIXe siècle, forte de quelque deux mille volumes.
Joseph a ensuite créé une deuxième collection, qui visait à retracer l’évolution parallèle des procédés photomécaniques et de la photographie publicitaire, dès leurs origines jusqu’en 1914. Cette dernière collection a également trouvé une place permanente au sein du Rijksmuseum ; elle y a été transférée en janvier 2023.
Il est Fellow de la Royal Photographic Society et membre correspondant de la Deutsche Gesellschaft für Photographie.